# Strada statale 9 Via Emilia
La strada statale 9 "Via Emilia" (SS 9) è una strada statale italiana, che collega Rimini a San Donato Milanese, innestandosi sull'autostrada A1; prende il nome dall'antica Via Emilia romana, costruita per collegare Rimini con Piacenza.
La via Emilia è l'arteria fondamentale dell'Emilia-Romagna, regione a cui ha dato il nome. Parallelamente al suo tracciato sono state costruite l'Autostrada A1 del Sole e le ferrovie Milano-Bologna storica e ad alta velocità, nonché l'Autostrada A14 Adriatica che parte da Bologna per poi entrare in Romagna e attraversare tale regione fino a Rimini.

## Storia

La prima asfaltatura della sede stradale (1929)

Un'automobile percorre la via Emilia, asfaltata da poco (ottobre 1929)

La strada statale 9 fu istituita nel 1928 con il seguente percorso: «Rimini – Forlì – Bologna – Modena – Reggio Emilia – Parma – Piacenza – Milano».

### Il crollo del ponte sul fiume Po
Dopo il crollo del vecchio ponte ottocentesco sul Po, avvenuto il 30 aprile 2009, la strada rimase divisa in due grossi tronconi (Rimini-Piacenza e San Rocco al Porto-Milano) con notevoli disagi per l'interruzione del collegamento fra la sponda piacentina e quella lodigiana. Dopo poco più di un anno di lavori, e con il sostanziale rispetto dei termini originariamente previsti, il 18 dicembre 2010 è stato inaugurato il nuovo ponte sul Po, ripristinando così l'intero tracciato senza alcuna interruzione. Tale ponte segna anche il confine tra le regioni Lombardia ed Emilia-Romagna, con la delimitazione posta esattamente alla progressiva chilometrica 262,387.

## Caratteristiche
La SS 9 si presenta nei tratti extraurbani a carreggiata unica (escluse le numerose varianti realizzate a carreggiata doppia negli ultimi decenni, per esempio nelle tratte Fombio-Codogno e Lodi-Montanaso Lombardo), con sede stradale particolarmente ampia e agevole, e andamento prevalentemente rettilineo, tipico delle strade di origine romana o medievale realizzate in pianura. In territorio emiliano e romagnolo, la strada ha origine più antica, o quantomeno contemporanea, rispetto alle varie città e paesi che sono sorti lungo il suo sviluppo: per questa ragione, la Via Emilia attraversa i centri urbani in senso longitudinale, dall'estremità occidentale a quella orientale, toccandone il centro topografico.

### Tranvie extraurbane
Diversi tratti della strada ospitarono, in passato, binari di tranvie extraurbane; in dettaglio:
- fra Ronco e Forlì la tranvia Forlì-Meldola (fino al 1930);
- fra Imola e Bologna la tranvia Bologna-Imola (fino al 1935);
- fra Parma e la Fornace Bizzi la tranvia Parma-Soragna-Busseto (fino al 1939);
- fra Lodi e Milano la tranvia Milano-Lodi (fino al 1931).

## Varianti

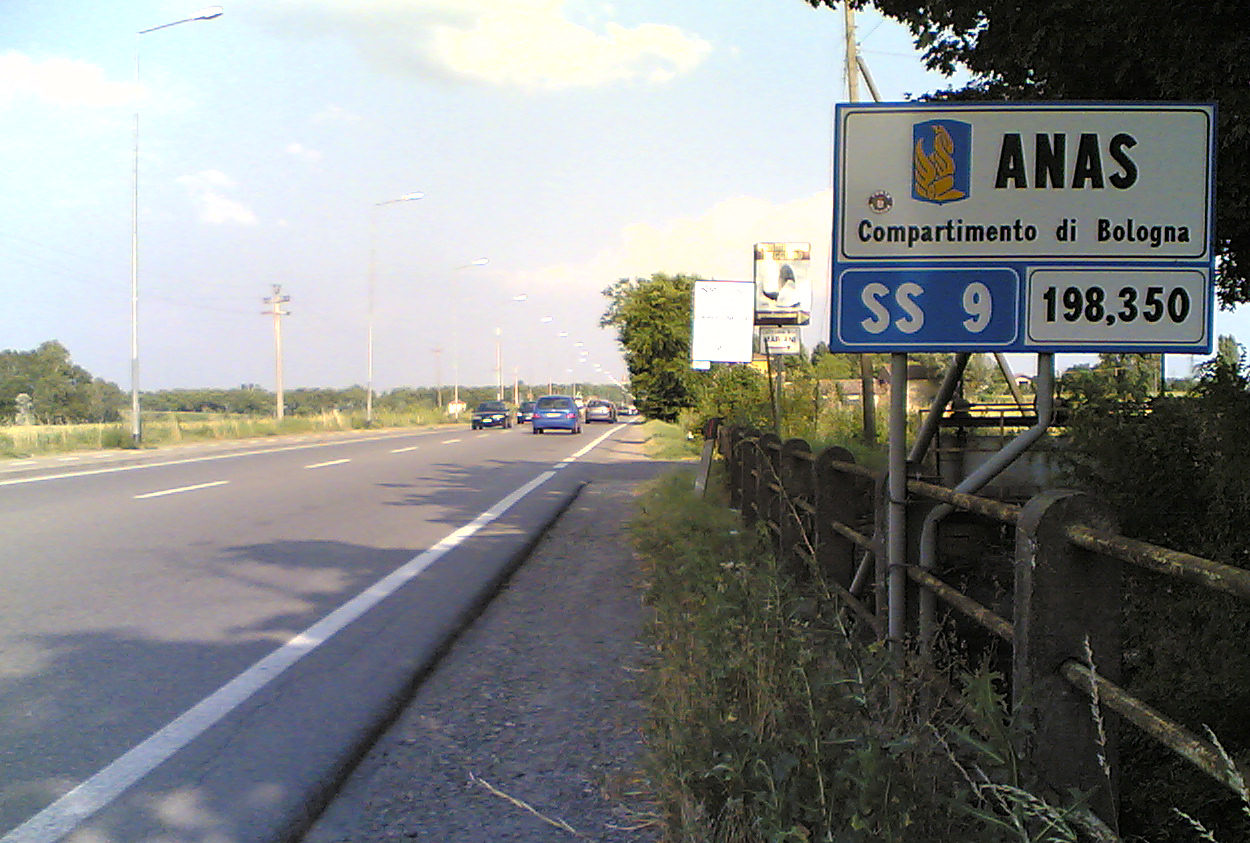
Tratto tra Parma e Reggio Emilia

- tangenziale sud di Lodi: strada a doppia carreggiata con quattro corsie, inizia a nord di Lodi dal tracciato ordinario della SS 9 per riallacciarsi ad essa dopo un percorso di circa 6 km. La tangenziale ha quattro intersezioni a livelli sfalsati e una rotatoria; il limite di velocità non supera i 90 km/h. È stata completata recentemente anche la tangenziale est di Lodi, classificata come SS 9 dir, che collega la tangenziale sud alla ex SS 235 in direzione di Crema.
- tangenziale di Casalpusterlengo e Fombio: questa variante è in parte allo stato di progetto (da Zorlesco a Triulza), in parte già realizzata e aperta al traffico (da Triulza a Fombio sud). Il tratto in esercizio è una strada a doppia carreggiata e quattro corsie complessive, senza incroci a raso.
- tangenziale di Fiorenzuola d'Arda: è stata inaugurata il 7 maggio 2008, la sua lunghezza è di circa 6,4 km. Ha inizio all'intersezione con l'ex SS 462 e termina due chilometri a est della città. È a carreggiata unica, ma senza incroci a raso.
- tangenziale di Fidenza: classificata come SS 9 bis, è una strada a scorrimento veloce, a carreggiata singola, senza incroci a raso.
- Tangenziale nord di Parma e variante di Ponte Taro: classificata come SS 9 Var, la prima parte del tracciato provenendo da Reggio Emilia è a due corsie per senso di marcia e doppia carreggiata e funge come tangenziale nord alla città ducale, con numerosi svincoli e collegamenti verso la viabilità ordinaria, aperta negli anni '70. Il secondo tratto è a singola carreggiata e permette di bypassare la località di Ponte Taro tramite un nuovo ponte sul fiume Taro e uno svincolo. Termina ad ovest della suddetta località con un incrocio a quadrifoglio con il tracciato storico e l’inizio della ex Strada Statale 357, dove procede senza soluzione di continuità.
- Tangenziale di Reggio Emilia (SS 722): asse di bypass della città di Reggio Emilia, è costituito da una prima parte di tracciato, completata nel 1987, che inizia senza soluzione di continuità dal tratto storico della statale poco dopo Masone, in direzione Milano, e continua per circa una decina di chilometri, collegandosi con vari svincoli alla viabilità ordinaria. Sulla carta la tangenziale avrebbe dovuto proseguire con queste caratteristiche fino alle porte della frazione di Cella, tuttavia dopo l’uscita 5, all’altezza di via XX Settembre, la carreggiata diventa una e il tracciato, ricollegatosi ad una arteria già realizzata negli anni '70, diventa di competenza comunale ed entra nell’area urbana, dotato di intersezioni a raso e rotatorie, e prosegue fino alla fine di Pieve Modolena, dove si innesta nel tratto storico. Dal 2021 sono in corso i lavori di completamento della tangenziale fino ad est di Cella con le medesime caratteristiche del primo tracciato, che sostituirà l’ormai obsoleto e congestionato tratto urbano tra Pieve Modolena e via XX Settembre. Fino al 2014 la tangenziale era inserita nel tracciato della progressiva chilometrica della stessa via Emilia, ma da quell’anno è stata riclassificata come Strada Statale 722 Tangenziale di Reggio Emilia.
- Tratto Modena - Bologna: è uno dei punti più trafficati dell'intera via Emilia (vedi anche tratto analogo dell'A1) e fino a pochi anni fa attraversava il centro dei paesi Castelfranco Emilia, Anzola dell'Emilia, Lavino non senza problemi ambientali e di sicurezza; ora tutte queste località hanno la propria tangenziale per cui il tratto in questione è quasi raddoppiato (è infatti ancora possibile attraversare i centri per i mezzi non pesanti).
- tangenziale di Faenza: è una strada urbana di scorrimento, a doppia carreggiata, senza incroci (sostituiti da rotatorie).
- circonvallazione di Forlimpopoli: strada a singola carreggiata che devia il traffico fuori dal centro cittadino, con due rotatorie (una all'ingresso occidentale del paese e l'altra a quello orientale, che ricongiunge la variante al tratto originale in direzione di Cesena) e quattro incroci a raso. Inoltre dalla prima rotatoria è possibile proseguire per la tangenziale Ovest in direzione di Meldola e tutta la vallata del Bidente, di recente completamento (2008).